# Edward Temme
Edward Temme (Plaistow, 16 september 1904 - Padua, 26 september 1977) was een Brits waterpolospeler.
Edward Temme nam als waterpoloër tweemaal deel aan de Olympische Spelen; in 1928 en 1936. In 1928 maakte hij deel uit van het Britse team dat vierde werd. Hij speelde vier wedstrijden als keeper. In 1936 werd het Verenigd Koninkrijk achtste. Temme speelde wederom zes wedstrijden als keeper.
Hij was verder de eerste man die het Kanaal over is gezwommen in beide richtingen. Hij zwom van Frankrijk naar Engeland in 1927 en van Engeland naar Frankrijk in 1934.
Leslie Ablett (G) ·
Nicholas Beaman · 
Jack Budd · 
W. G. Freeguard · 
Jack Hatfield · 
Richard Hodgson · 
Edward Peter · 
William Quick · 
Paul Radmilovic · 
Edward Temme
Leslie Ablett · 
Ernest Blake · 
David Grogan · 
William Martin · 
David McGregor · 
Frederick Milton · 
Robert Mitchell · 
Alfred North (G) ·
Leslie Palmer · 
Reginald Sutton · 
Edward Temme